# Almadrones
Almadrones ist ein Ort und eine Gemeinde (municipio) mit 67 Einwohnern (Stand: 2024) im östlichen Zentrum der Provinz Guadalajara in der Autonomen Gemeinschaft Kastilien-La Mancha. 

## Lage und Klima
Almadrones liegt in einer Höhe von ca. 1055 m in der Kulturlandschaft der Alcarria. Die Entfernung zur südwestlich gelegenen Provinzhauptstadt Guadalajara beträgt ca. 33 Kilometer (Fahrtstrecke). Durch die Gemeinde führt die Autovía A-2. 
Das Klima ist gemäßigt bis warm; Regen (523 mm/Jahr) fällt übers Jahr verteilt.

## Bevölkerungsentwicklung
| Jahr      | 1970 | 1981 | 1991 | 2001 | 2011 | 2021 |
| Einwohner | 144  | 128  | 112  | 86   | 93   | 59   |

## Sehenswürdigkeiten

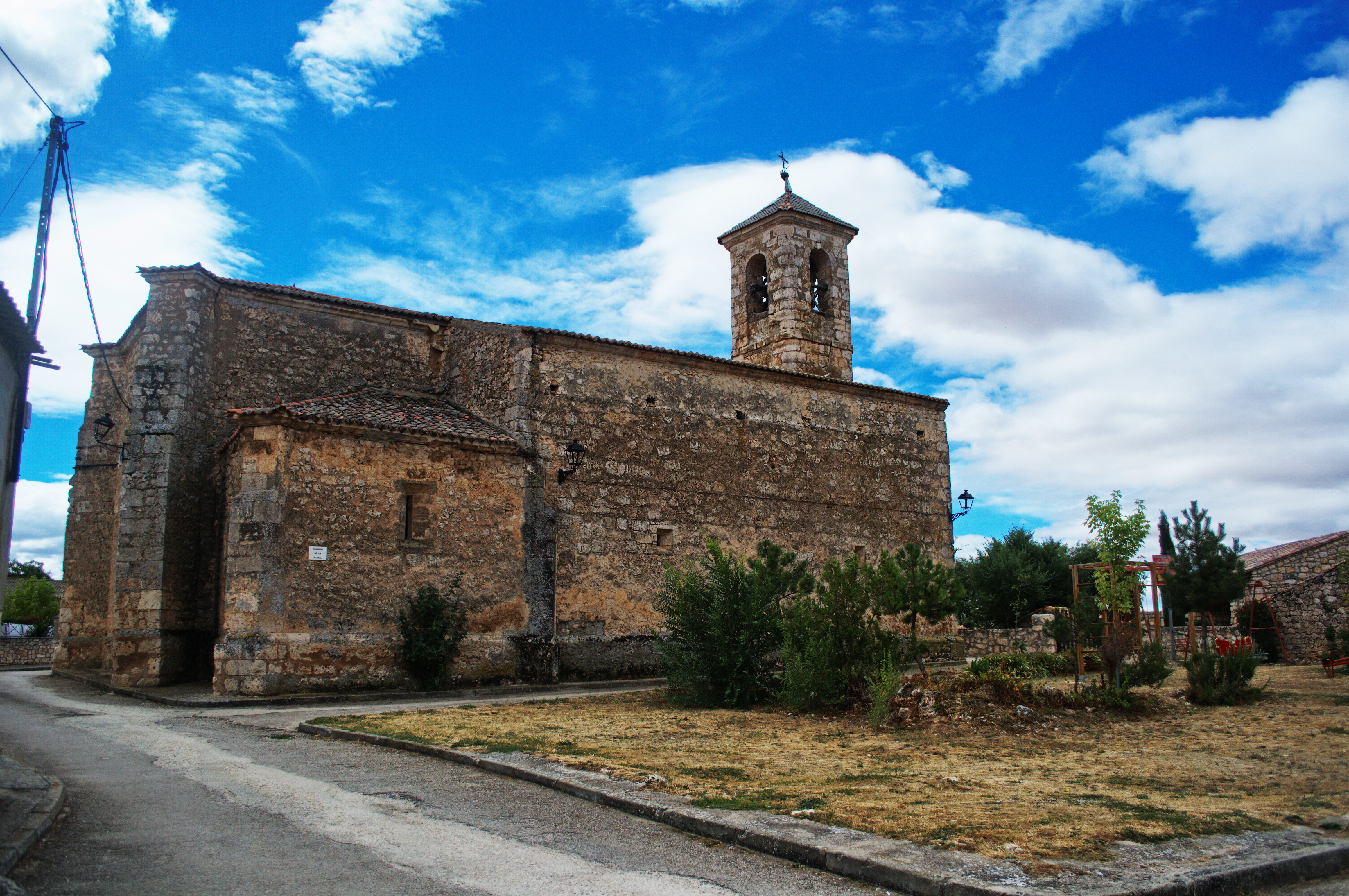
Kirche Mariä Himmelfahrt
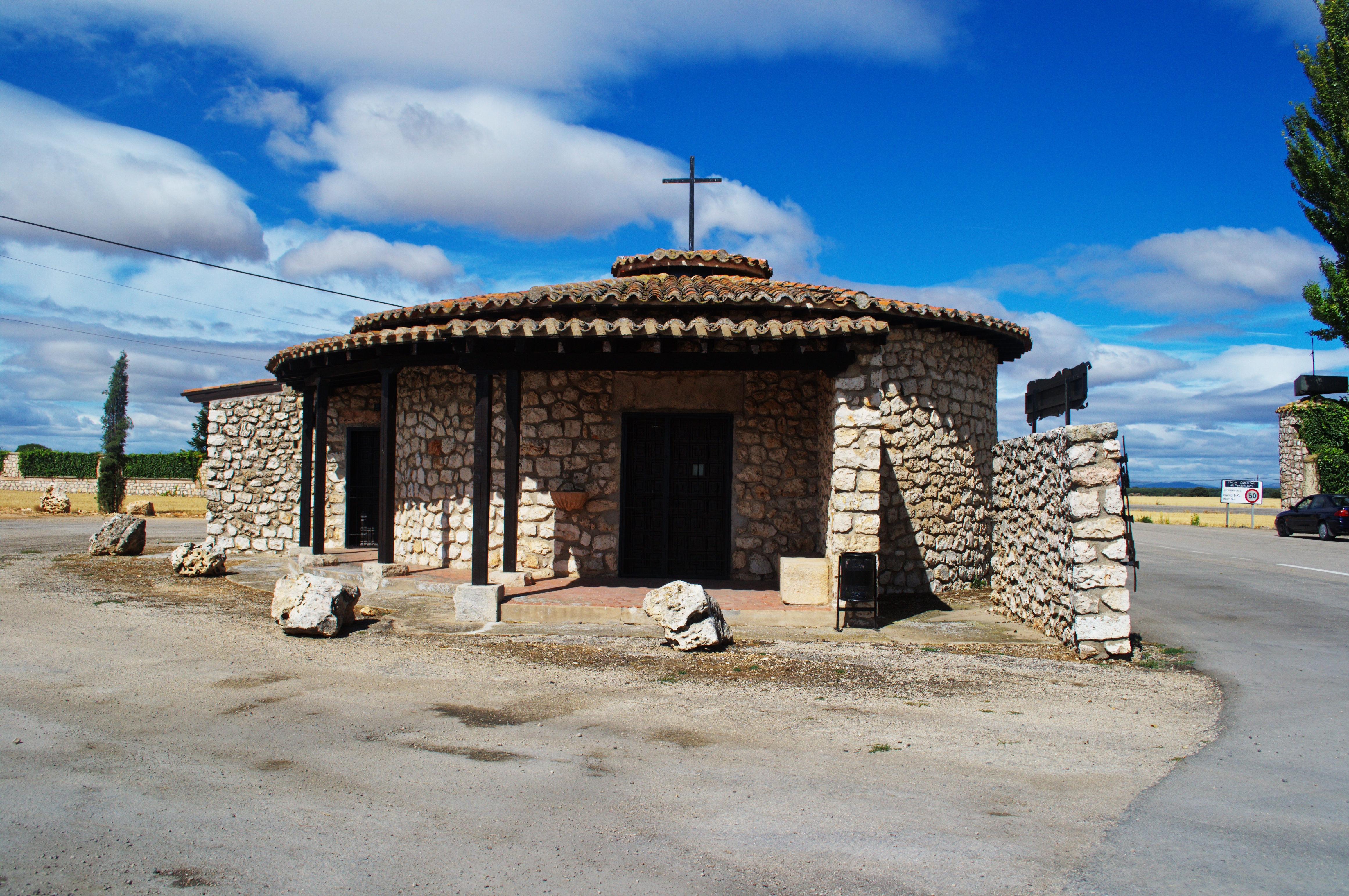
Autobahnkapelle
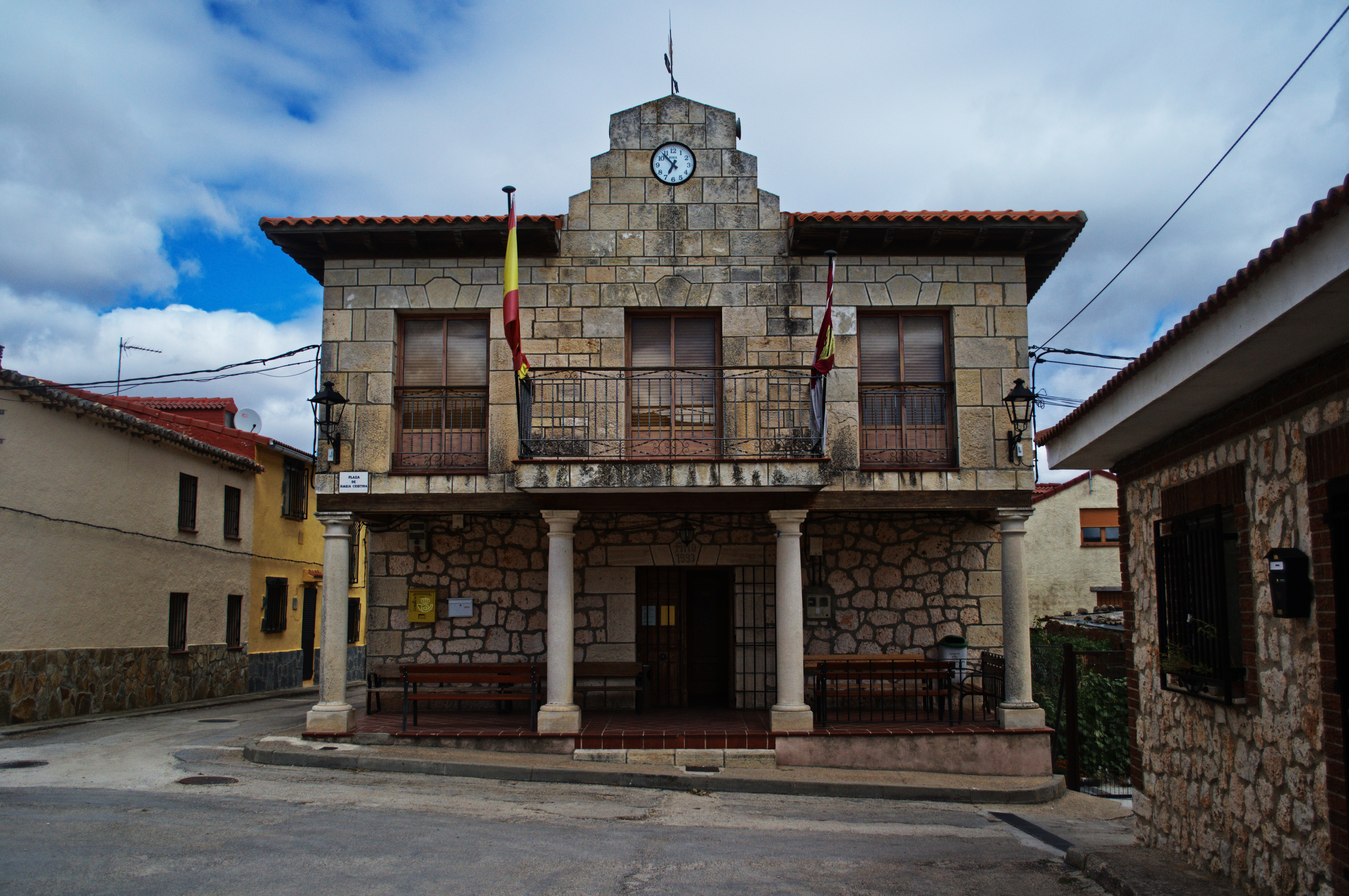
Rathaus

- Kirche Mariä Himmelfahrt
- Autobahnkapelle
- Rathaus